# 로버트 볼트
로버트 볼트(Robert Oxton Bolt, CBE, 1924년 8월 15일 ~ 1995년 2월 21일)는 영국의 극작가다.

## 생애와 작품 세계
맨체스터 대학교에서 사학을 전공하고 학교 교사로 있다가 라디오 드라마와 희곡을 쓰기 시작했다. 《꽃피는 체리》(1957)의 성공으로 학교를 그만두고 극작에 전념, 대표작 《4계절의 사나이》(1960)를 비롯하여 《호랑이와 말》(1960), 《신사 잭》(1963), 《볼리그루 남작의 방해》(1965), 《오누이》(1967) 등을 발표했다.
《꽃피는 체리》는 회사원의 좌절과 전원생활에 대한 거짓된 환상을 테마로 한 작품으로 영국판 《세일즈맨의 죽음》이란 평을 받았다. 이 극에는 환상과 현실의 도치가 없고, 주인공에 가해지는 사회적 압력에 대한 문제가 제기되지 않아 상업극 관객의 취미를 거슬리지 않는다.
토머스 모어를 주인공으로 한 《4계절의 사나이》는 브레히트적인 수법으로 역사적인 인물을 현실적인 인물로 부각시킨 감동적인 작품이다.
사실주의와 표현주의의 중간적인 실험을 시도해본 《호랑이와 말》과 《신사 잭》은 실패였지만 아동극인 《볼리그루 남작의 방해》에서 재능을 발휘했다.
볼트는 그 후 《아라비아의 로렌스》, 《닥터 지바고》, 《라이안의 처녀》 등의 영화 대본을 썼다.

## 서훈
- 1972년 대영 제국 훈장 3등급(CBE) 수훈[1]